# HD 11506
HD 11506 är en ensam stjärna belägen i den södra delen av stjärnbilden Valfisken. Den har en skenbar magnitud av ca 7,51 och kräver åtminstone en handkikare eller ett mindre teleskop för att kunna observeras. Baserat på parallax enligt Gaia Data Release 2 på ca 19,5 mas, beräknas den befinna sig på ett avstånd på ca 167 ljusår (ca 51 parsek) från solen. Den rör sig närmare solen med en heliocentrisk radialhastighet på ca –7,5 km/s.

## Egenskaper
HD 11506 är en gul till vit stjärna i huvudserien av spektralklass G0 V vars spektrum visar en högre förekomst av andra element än väte och helium än i solen – det som astronomer kallar metallicitet. Den har en massa som är ca 1,1 solmassor, en radie som är ca 1,17 solradier och har ca 1,2 gånger solens utstrålning av energi från dess fotosfär vid en effektiv temperatur av ca 5 800 K.

## Planetssystem
År 2007 upptäcktes av N2K Consortium med dopplerspektroskopimetoden superjupiterplaneten HD 11506 b  kretsa kring stjärnan. År 2009 hävdades en andra planetupptäckt baserad på bayesiansk analys av de ursprungliga uppgifterna. Men 2015 visade ytterligare mätningar av radiell hastighet att de planetariska parametrarna var betydligt annorlunda än de som bestämdes med bayesiansk analys. En ytterligare linjär trend i de radiella hastigheterna tyder på att den är en stjärn- eller planetarisk följeslagare på en långsträckt bana.
| Planet | Massa             | Halv storaxel (AE) | Siderisk omloppstid (d) | Excentricitet   | Inklination       | Radie |
| ------ | ----------------- | ------------------ | ----------------------- | --------------- | ----------------- | ----- |
| c      | ≥0,408 ± 0,057 MJ | 0,774 ± 0,038      | 223,41 ± 0,32           | 0,193 ± 0,038   | 1,488+0,410-0,310 | -     |
| b      | ≥4,83 ± 0,52 MJ   | 2,9 ± 0,14         | 1 622,1 ± 2,1           | 0,3743 ± 0,0053 | -                 | -     |